# 월성 석씨
월성 석씨(月城 昔氏)는 경상북도 경주시를 관향으로 하는 한국의 성씨이다.
시조는 신라 제4대 왕인 탈해이사금이다. 1세조 석재흥(昔載興)은 신라 4대 왕 석탈해(昔脫解)의 23대손으로, 고려 때에 교서랑(校書郞)을 지냈다.

## 역사
시조(始祖)는 신라(新羅) 제4대왕인 탈해이사금(脫解尼師今, 재위기간 57 ~ 80)이다. 「삼국사기(三國史記)」의 <신라본기(新羅本記)>에 탈해왕(脫解王)의 탄생(誕生)에 대한 신화(神話)가 다음과 같이 전해진다.
왜국(倭國)의 동북천리에 있는 다파나국(多婆那國 : 삼국사기에는 龍城國이라 함)의 왕이 여왕국(女王國)의 딸을 왕비(王妃)로 맞이했는데, 오래도록 아들이 없으므로 기도하여 아들을 구했더니 7년 만에 큰 알을 낳았다. 왕이 말하기를 "사람이 알을 낳는 것은상서롭지 못하니 버림이 좋겠다"고 하여 비단으로 알을 싸고 보물과 함께 궤속에 넣어서 바다에 띄우고 떠가는 대 로 맡겨 두었다. 궤짝을 실은 배는 처음에 금관국(金官國) 해변에 이르렀으나 사람들이 보고 괴이하게 여겨서 거두지 않자, 배는 다시 계림(鷄林)의 동쪽 하서지촌 아진포(下西知村阿珍 : 지금의 영일만)에 닿으니 이때가 기원전 19년(신라 혁거세 39)이었다.
이 때 바닷가에서 고기잡이를 하던 아진의선(阿珍義先)이라는 노파가 이를 보고 새끼줄로 배를 매어 해안으로 끌어 올린 후 궤를 열어보니 용모가 단정한 사내아이가 있어 데려다 길렀는데, 키가 9자나 되고 풍모가 준수하여 지혜가 뛰어났다. 그러나 아이의 성씨(姓氏)를 알지 못하여 처음 배가 올 때 까치가 울면서 따라 왔으므로 까치 작(鵲)자에서 새조(鳥)를 떼어 버리고 석(昔)을 성으로 삼고, 포장한 궤 속에서 나왔다고 하여 탈해(脫解)라는 이름을 지었다.
탈해는 처음에 고기잡는 것을 업으로 하여 어머니를 봉양했지만 추호도 게으름을 피는 기색이 없었고, 자라면서 학문(學問)과 지리(地理)에 능통하여 지혜가 뛰어났으므로 남해왕(南解王)이 맏공주를 그에게 주고 대보(大輔)로 등용하여 정사(政事)를 돌보게 하였다. 57년 유리왕(儒理王 : 제3대 왕, 재위 기간 : 24-57)이 임종에 이르자 "아버지 남해왕이 고명(顧命)할 때 '내가 죽은 뒤 아들이나 사위를 논할 것 없이 연장자나 어진자로서 왕위를 계승하라'하여 과인이 왕위에 올랐으니 지금에는 마땅히 왕위를 탈해에게 전하는 것이 옳다 "고 하여 신라 제4대 임금으로 왕위에 올랐다.

시조 석탈해(昔脫解)는 신라 제2대 남해왕(南解王) 5년에 남해왕의 사위가 되고 유리왕(儒理王)의 뒤를 이어 제4대 왕으로 24년간 재위하였다. 석(昔)씨는 탈해 이사금을 비롯하여 제9대 벌휴 이사금, 제10대 내해 이사금, 제11대 조분 이사금, 제12대 첨해 이사금, 제14대 유례 이사금, 제15대 기림 이사금, 제16대 흘해 이사금 등 8왕이 도합 171년간을 재위하였다.
석탈해 이후의 계대(系代)가 실전(失傳)되어 고려 조에서 교서랑(校書郞)을 지낸 석재흥(昔載興)을 1세조(一世祖)로 계대(繼代)하고 있다. 중시조 석재흥(昔載興)은 석탈해의 23대손이다.

## 본관
월성(月城)은 경상북도(慶尙北道) 동남부에 위치한 지명(地名)으로 기원전 57년 박혁거세(朴赫居世)가 개국하여 사로국(斯盧國), 즉 서라벌(徐羅伐)이라 하였다가 후에 신라로 불려오던 중 65년(탈해왕 9)에 계림(鷄林)으로 개명되었고, 기림왕(基臨王) 때 다시 신라로 고쳤으나 고려 때 경주(慶州)로 개칭하였다.

## 항렬자
| 59세            | 60세          | 61세            | 62세          | 63세            | 64세          | 65세            | 66세          | 67세            | 68세          | 69세            | 70세          |
| --------------- | ------------- | --------------- | ------------- | --------------- | ------------- | --------------- | ------------- | --------------- | ------------- | --------------- | ------------- |
| 口기(基) 규(圭) | 진(鎭) 정(鉦) | 口원(源) 영(渶) | 동(東) 정(楨) | 口영(榮) 형(炯) | 철(喆) 배(培) | 口록(錄) 현(鉉) | 문(汶) 여(汝) | 口백(栢) 계(桂) | 열(烈) 희(熙) | 口규(圭) 재(在) | 용(鏞) 연(鍊) |

## 인구
- 1985년 월성 석씨 (897가구 3,749명) + 경주 석씨 (994가구 3,970명) = 7,719명
- 2000년 월성 석씨 (470가구 1,522명) + 경주 석씨 (2,433가구 7,996명) = 9,518명

## 같이 보기
- 석 (성씨)